# Jaws (soundtrack)
Jaws (Music From The Original Motion Picture Soundtrack) is de originele soundtrack, gecomponeerd en gedirigeerd door John Williams voor de film Jaws uit 1975 van Steven Spielberg. Het album werd uitgebracht in 1975 door MCA Records.
De soundtrack valt vooral op door het ostinato van twee noten dat de haai voorstelt, een thema dat zo eenvoudig is dat Spielberg aanvankelijk dacht dat het een grap van de componist was.
De soundtrack werd kritisch goed ontvangen en won de Oscar voor beste originele muziek, de Golden Globe voor Best Original Score en de Grammy Award voor Best Score Soundtrack for Visual Media.

## Tracklijst
| Nr. | Titel                            | Duur |
| --- | -------------------------------- | ---- |
| 1.  | Main Title (Theme From 'Jaws')   | 2:18 |
| 2.  | Chrissie's Death                 | 1:39 |
| 3.  | Promenade (Tourists on the Menu) | 2:46 |
| 4.  | Out to Sea                       | 2:26 |
| 5.  | The Indianapolis Story           | 2:23 |
| 6.  | Sea Attack Number One            | 5:23 |
| 7.  | One Barrel Chase                 | 3:04 |
| 8.  | Preparing the Cage               | 3:23 |
| 9.  | Night Search                     | 3:29 |
| 10. | The Underwater Siege             | 2:31 |
| 11. | Hand to Hand Combat              | 2:32 |
| 12. | End Title (Theme From 'Jaws')    | 2:18 |

## Hitnoteringen

### NPO Klassiek Filmmuziek Top 200
| Jaws in de NPO Klassiek Filmmuziek Top 200 | Jaws in de NPO Klassiek Filmmuziek Top 200 | Jaws in de NPO Klassiek Filmmuziek Top 200 | Jaws in de NPO Klassiek Filmmuziek Top 200 | Jaws in de NPO Klassiek Filmmuziek Top 200 | Jaws in de NPO Klassiek Filmmuziek Top 200 | Jaws in de NPO Klassiek Filmmuziek Top 200 |
| Jaar                                       | 2019                                       | 2021                                       | 2022                                       | 2023                                       | 2024                                       | 2025                                       |
| ------------------------------------------ | ------------------------------------------ | ------------------------------------------ | ------------------------------------------ | ------------------------------------------ | ------------------------------------------ | ------------------------------------------ |
| Positie                                    | 40                                         | 47                                         | 35                                         | 33                                         | 35                                         | 45                                         |